# NET BUZZ
『NET BUZZ』（ネトバズ）は、NHK総合テレビジョンで2018年4月5日から2020年3月26日の毎週木曜日23時50分から翌0時50分までに放送されていた再放送番組。
「ネット上でバズった（話題になった）NHKの番組を、もう一度見てみよう」という趣旨の再放送番組で、本編前後のスタジオパートではソーシャル・ネットワーキング・サービス(SNS)で個性や魅力を発揮している、主にYouTuberやネットアイドルなどがスタジオゲストとして出演し、番組への反響やコメントを紹介する。

## 出演者
- 杉浦友紀 - MC

## 放送回リスト
| 話数 | 放送日   | 放送番組                                                   | ゲスト                  | 備考 |
| ---- | -------- | ---------------------------------------------------------- | ----------------------- | --- |
| #0   | 3月8日   | ねほりんぱほりん「整形する女」                             | 神谷えりな              | [ 注 2 ] |
| #1   | 4月5日   | プロフェッショナル 仕事の流儀「新しい仕事スペシャル」      | 篠田麻里子              | [ 注 3 ] |
| #2   | 4月12日  | 歴史秘話 ガンダムヒストリア                                | ゴー☆ジャス             | [ 注 4 ] |
| #3   | 4月19日  | メジャーセカンド (1)「大吾の夢」・(2)「二世でなければ」    | 浜口京子                | 2話連続放送 |
| #4   | 4月26日  | 西郷どん(15)「殿の死」                                     | ワタナベマホト          | [ 注 5 ] |
| #5   | 5月10日  | SONGS「BTS（防弾少年団）〜世界を動かす7人の“絆”」          | 流れ星                  | [ 注 6 ] |
| #6   | 5月17日  | NHKスペシャル「憲法と日本人〜1949-64知られざる攻防」       | ゴー☆ジャス             | [ 注 7 ] |
| #7   | 5月24日  | #テンゴちゃん〜土曜深夜の辺境レボリューション〜            | ワタナベマホト          | [ 注 8 ] |
| #8   | 5月31日  | NHKスペシャル「縮小ニッポンの衝撃 労働力激減そのとき何が」 | 篠田麻里子              | |
| #9   | 6月7日   | ハートネットTV「ゲーム障害1 わたしって、病気ですか…？」    | 茂木健一郎              | [ 注 9 ] |
| #10  | 7月19日  | チコちゃんに叱られる! #12                                  | ワタナベマホト          | [ 注 10 ] |
| #11  | 7月26日  | ドラマ10 透明なゆりかご（1）“命のかけら”                   | 流れ星                  | [ 注 11 ] |
| #12  | 8月2日   | 進撃の巨人 Season3 (1) “狼煙（のろし)” (2) “痛み”          | ゴー☆ジャス             | 2話連続放送 |
| #13  | 8月9日   | 香川照之の昆虫すごいぜ!特別編“実録！完全変態”              | 篠田麻里子              | [ 注 13 ] |
| #14  | 8月16日  | 発表!全ガンダム大投票                                      | 山寺宏一 市川紗椰       | [ 注 14 ] |
| #15  | 9月13日  | みんなで筋肉体操“腕立て伏せ・腹筋・スクワット・背筋”       | ワタナベマホト しばゆー | 9月6日は『時論公論』（23:50 - 翌0:00、10分繰り下げ）・『ニュース』（翌0:00 - 4:30）のため、休止となり、1週繰り延べ。 |
| #16  | 9月20日  | 連続テレビ小説 半分、青い。（147） 俳句甲子園2018          | デーブ・スペクター      | [ 注 16 ] |
| #17  | 9月28日  | のぞき見ドキュメント 100カメ                               | ゴー☆ジャス スギちゃん  | [ 注 17 ] |
| #18  | 10月4日  | ドラマ10 透明なゆりかご (10)［終］“7日間の命”特別ロング版  | 篠田麻里子              | [ 注 18 ] |
| #19  | 10月11日 | 植物に学ぶ生存戦略 話す人・山田孝之                        | つぶやきシロー          | [ 注 19 ] |
| #20  | 10月18日 | RADWIMPS 18祭                                              | ワタナベマホト          | [ 注 20 ] |
| #21  | 10月25日 | ドラマ10 昭和元禄落語心中（1）「約束」                     | 流れ星                  | [ 注 21 ] |
| #22  | 11月1日  | 土曜ドラマ フェイクニュース（前編）                        | デーブ・スペクター      | [ 注 22 ] |
| #23  | 11月8日  | シブヤノオトPresents ミュージカル“刀剣乱舞”                | 西川貴教                | [ 注 23 ] |
| #24  | 11月15日 | SONGS 堂本光一×井上芳雄“ミュージカルに乾杯！”              | 篠田麻里子              | [ 注 24 ] |
| #25  | 11月22日 | ねほりんぱほりん 元極道                                    | ワタナベマホト          | [ 注 25 ] |
| #26  | 12月6日  | プロフェッショナル 仕事の流儀 プロレスラー・内藤哲也       | デーブ・スペクター      | [ 注 26 ] |
| #27  | 12月13日 | ねほりんぱほりん LGBTのカップル                            | 流れ星                  | [ 注 27 ] |
| #28  | 12月20日 | クローズアップ現代+ 世代を超えるクイーン人気そのワケは？   | つぶやきシロー          | [ 注 28 ] |
| #29  | 12月27日 | 菅田将暉TV“菅田将暉がアメリカンコメディーに挑戦！”         | 篠田麻里子              | [ 注 29 ] |

| 話数 | 放送日         | 放送番組                                                         | ゲスト             | 備考        |
| ---- | -------------- | ---------------------------------------------------------------- | ------------------ | ----------- |
| #30  | 1月31日        | NHKバーチャルのど自慢                                            | デーブ・スペクター | [ 注 30 ]   |
| #31  | 2月7日         | ドラマ10 トクサツガガガ（2）“トライガーノキミ”                   | 流れ星             | [ 注 31 ]   |
| #32  | 2月14日        | プロフェッショナル仕事の流儀 MIKIKO                              | ゴー☆ジャス        | [ 注 32 ]   |
| #33  | 2月22日（金）  | ドラマ10 トクサツガガガ（4）“オタクノキモチ”                     | つぶやきシロー     | [ 注 33 ]   |
| #34  | 2月28日        | 沼にハマってきいてみた“バンドリ！”                               | 西川貴教           | [ 注 34 ]   |
| #35  | 3月7日         | チコちゃんに叱られる! “なぜニワトリは首を振りながら歩く？”       | 流れ星             | [ 注 35 ]   |
| #36  | 3月21日        | 歴史秘話ヒストリア 軍港・呉と戦艦大和“世界の片隅”の町            | 篠田麻里子         | [ 注 36 ]   |
| #37  | 4月4日         | LIFE！～コント“スーパースター”にクイーン登場                     | 哀川翔             | [ 注 37 ]   |
| #38  | 4月11日        | ガンダム誕生秘話                                                 | 流れ星             | [ 注 38 ]   |
| #39  | 4月18日        | ダーウィンが来た! 野生ネコの世界！最強ハンターたちの戦略         | つぶやきシロー     | [ 注 39 ]   |
| #40  | 4月25日        | クローズアップ現代+ コンビニ店主の24時                           | デーブ・スペクター | [ 注 40 ]   |
| #41  | 5月16日        | 進撃の巨人 Season3 “はじまりの街” “雷槍” “光臨”                  | つぶやきシロー     | 3話連続放送 |
| #42  | 5月23日        | よるドラ 腐女子、うっかりゲイに告る。（4）                       | デーブ・スペクター | [ 注 42 ]   |
| #43  | 5月30日        | 沼にハマってきいてみた 人気YouTuberすしらーめんりく              | 流れ星             | [ 注 43 ]   |
| #44  | 6月6日         | The Covers“ジェジュン”                                           | 哀川翔             | [ 注 44 ]   |
| #45  | 6月13日        | グレーテルのかまど “ジョジョの奇妙な冒険”のごま蜜だんご          | えっちゃん         | [ 注 45 ]   |
| #46  | 6月20日        | プロフェッショナル仕事の流儀〜メイド・hitomi                     | つぶやきシロー     | [ 注 46 ]   |
| #47  | 6月27日        | いだてん〜東京オリムピック噺〜（23）「大地」                     | 阿佐ヶ谷姉妹       | [ 注 47 ]   |
| #48  | 7月18日        | NHKスペシャル 東京ミラクル2「巨大鉄道網 秒刻みの闘い」           | 流れ星             |             |
| #49  | 7月25日        | NHKスペシャル ルポ・外国人労働者150万人時代                      | 篠田麻里子         | [ 注 48 ]   |
| #50  | 8月1日         | アニソン!プレミアム!▽内田真礼×オーイシコラボ ほか                | 哀川翔             | [ 注 49 ]   |
| #51  | 8月8日         | よるドラ だから私は推しました（1）                               | つぶやきシロー     | [ 注 50 ]   |
| #52  | 8月29日        | NHKスペシャル 香川照之の昆虫“やばいぜ!”                          | デーブ・スペクター | [ 注 51 ]   |
| #53  | 9月5日         | のぞき見ドキュメント 100カメ                                     | 流れ星             | [ 注 52 ]   |
| #54  | 9月12日        | 土曜ドラマ サギデカ（2）「流転する老人たち」                     | 阿佐ヶ谷姉妹       |             |
| #55  | 9月19日        | ドラマ10 これは経費で落ちません！（7）「石けんの秘密とキスの巻」 | 哀川翔             |             |
| #56  | 9月26日        | よるドラ だから私は推しました[終]（8）                           | デーブ・スペクター | [ 注 53 ]   |
| #57  | 10月3日        | “シュガー＆シュガー”サカナクションの音楽実験番組 第1回           | つぶやきシロー     | [ 注 54 ]   |
| #58  | 10月11日（金） | NHKスペシャル“AIでよみがえる美空ひばり”                          | 阿佐ヶ谷姉妹       | [ 注 55 ]   |
| #59  | 10月17日       | クローズアップ現代+ 「追跡！ネット通販 やらせレビュー」          | 流れ星             | [ 注 56 ]   |
| #60  | 10月24日       | NHKスペシャル 東京ブラックホールII                               | デーブ・スペクター | [ 注 57 ]   |
| #61  | 10月31日       | 逆転人生“中国のカリスマ日本語教師 涙の青春スピーチ”              | 最上もが           | [ 注 58 ]   |
| #62  | 11月21日       | 沼にハマってきいてみた“VTuber電脳少女シロ登場”                   | 流れ星             | [ 注 59 ]   |
| #63  | 11月28日       | シブヤノオト                                                     | えっちゃん         | [ 注 61 ]   |
| #64  | 12月5日        | 鉄オタ選手権〜名鉄電車の陣〜                                     | つぶやきシロー     | [ 注 62 ]   |
| #65  | 12月12日       | ダーウィンが来た! “アフリカ大中継スペシャル”                     | 哀川翔             | [ 注 63 ]   |
| #66  | 12月19日       | ねほりんぱほりん“わが子を虐待してしまった人”                     | 流れ星             | [ 注 64 ]   |
| #67  | 12月26日       | 歴史秘話ヒストリア“特攻 なぜ若者は飛び立ったのか”                | デーブ・スペクター | [ 注 65 ]   |

| 話数 | 放送日        | 放送番組                                                                   | ゲスト             | 備考      |
| ---- | ------------- | -------------------------------------------------------------------------- | ------------------ | --------- |
| #68  | 1月16日       | 東京ミラクル 第3集 アニメ                                                  | ダレノガレ明美     | [ 注 66 ] |
| #69  | 2月6日        | NHKスペシャル 追跡！“ファーウェイ ショック”                                | つぶやきシロー     | [ 注 67 ] |
| #70  | 2月13日       | 植物に学ぶ生存戦略3 話す人・山田孝之                                       | 流れ星             | [ 注 68 ] |
| #71  | 2月20日       | 【土曜ドラマ】心の傷を癒すということ（4）「残された光」                    | ダレノガレ明美     | [ 注 69 ] |
| #72  | 2月27日       | NHKスペシャル 巨大地下空間 龍の巣に挑む                                    | デーブ・スペクター |           |
| #73  | 3月5日        | The Covers 鬼束ちひろ・ジェジュン                                          | 流れ星             | [ 注 70 ] |
| #74  | 3月12日       | 不可避研究中（2）外国人とニッポン（前編）                                  | デーブ・スペクター | [ 注 71 ] |
| #75  | 3月20日（金） | クローズアップ現代＋ 危険なワナ？金欲しさについフォロー アカウント売買の闇 | 流れ星             | [ 注 72 ] |
| #76  | 3月26日       | ねほりんぱほりん 震災で家族が行方不明の人 知られざる9年間の思い            | デーブ・スペクター | [ 注 73 ] |